# Jour de la Constitution (Norvège)

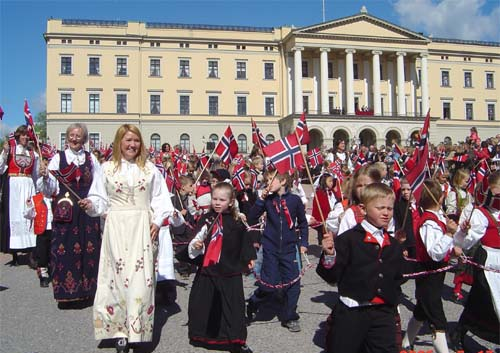
Célébration devant le Palais royal d'Oslo.

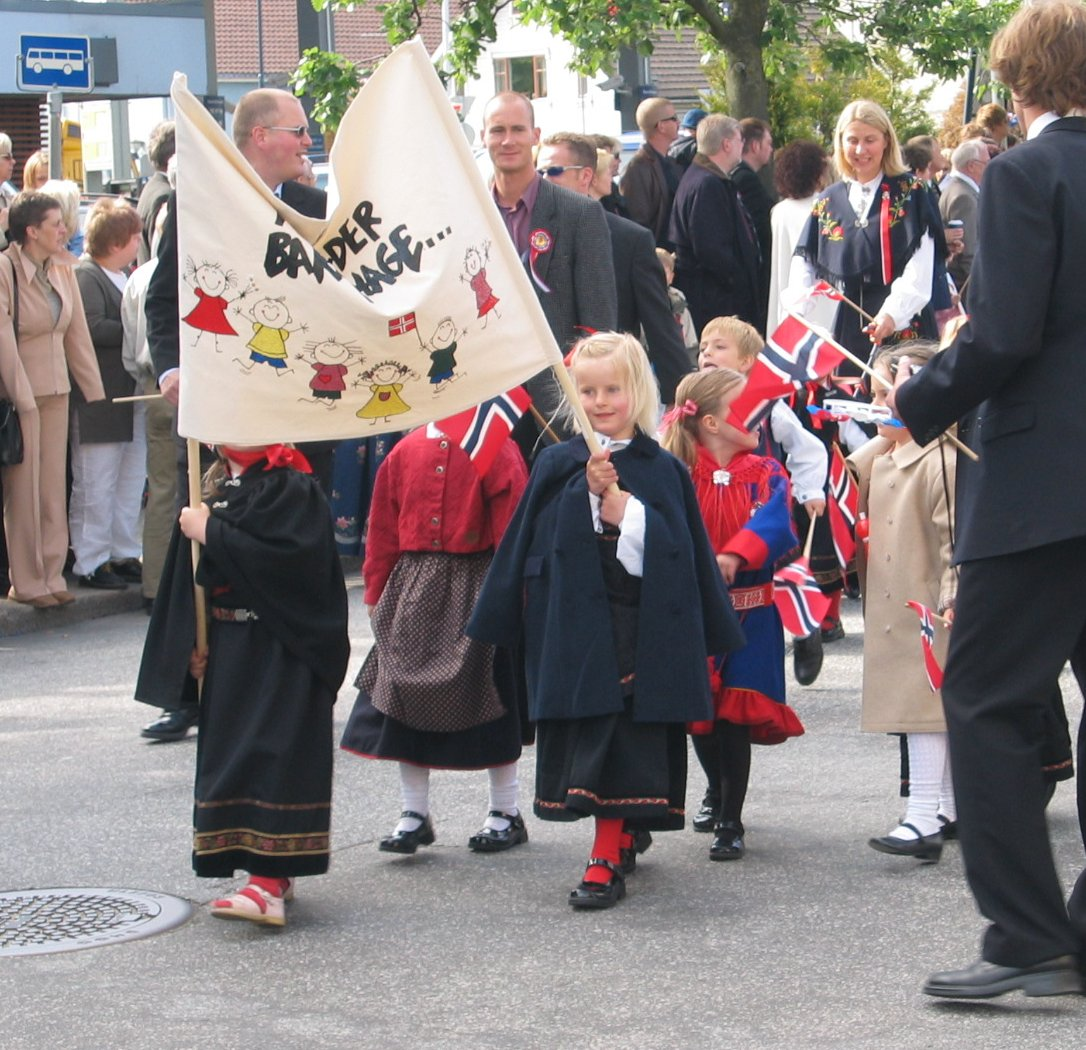

Le jour de la Constitution (norvégien : Grunnlovsdagen), plus couramment nommé syttende mai (le « 17 mai ») ou Nasjonaldagen (la « fête nationale ») en Norvège, est la fête nationale norvégienne.
Elle est célébrée depuis 1814 le 17 mai, jour de l'adoption de la Constitution de Norvège. Ce jour-là, la Norvège acquit son indépendance par rapport au Danemark, et la Constitution fut signée. Les Norvégiens descendent dans la rue vêtus de costumes traditionnels. Ils font flotter les drapeaux et partagent des repas. Les enfants défilent devant le château du roi et de la reine.

## Histoire
La célébration du 17 mai eut d'abord la forme d'une fête privée, à Trondheim, dans les années 1820, avant de prendre une tournure plus officielle lorsqu'en 1823 la presse en fit état. En 1827, la journée fut pour la première fois fêtée officiellement dans la capitale Christiania (aujourd'hui Oslo), non sans controverse politique étant donné que la Norvège était unie à la Suède par un pacte depuis les guerres napoléoniennes, et qu'elle le resta jusqu'en 1905. Le roi suédois Carl Johan considérait la célébration du 17 mai comme une démonstration à caractère politique, et ce n'est qu'après sa mort en 1844 que cette journée put être célébrée en toute liberté.
Les cortèges de citoyens, auxquels seuls les hommes participaient, firent très tôt partie intégrante de la célébration du 17 mai. Ce n'est qu'à partir de 1870 que, à l'initiative de l'écrivain Bjørnstjerne Bjørnson, la journée fut marquée par un défilé de jeunes garçons. En 1889 ils furent rejoints par les filles qui ne purent, dans un premier temps, arborer de drapeaux mais défilaient coiffées d'une couronne de fleurs. Dans les années qui suivirent, de plus en plus de femmes se joignirent aux cortèges de citoyens.
Pendant l'entre deux-guerres, des oppositions politiques se firent jour entre la classe ouvrière et la bourgeoisie au sujet de la célébration du 17 mai. La classe ouvrière considérait ce jour comme un symbole de classe et refusait d'y participer. Pendant la Deuxième Guerre mondiale il était interdit de fêter le 17 mai. Après la Libération, en 1945, la célébration du jour de la Constitution prit un sens nouveau pour tous, et depuis il en est demeuré ainsi.

## Célébrations

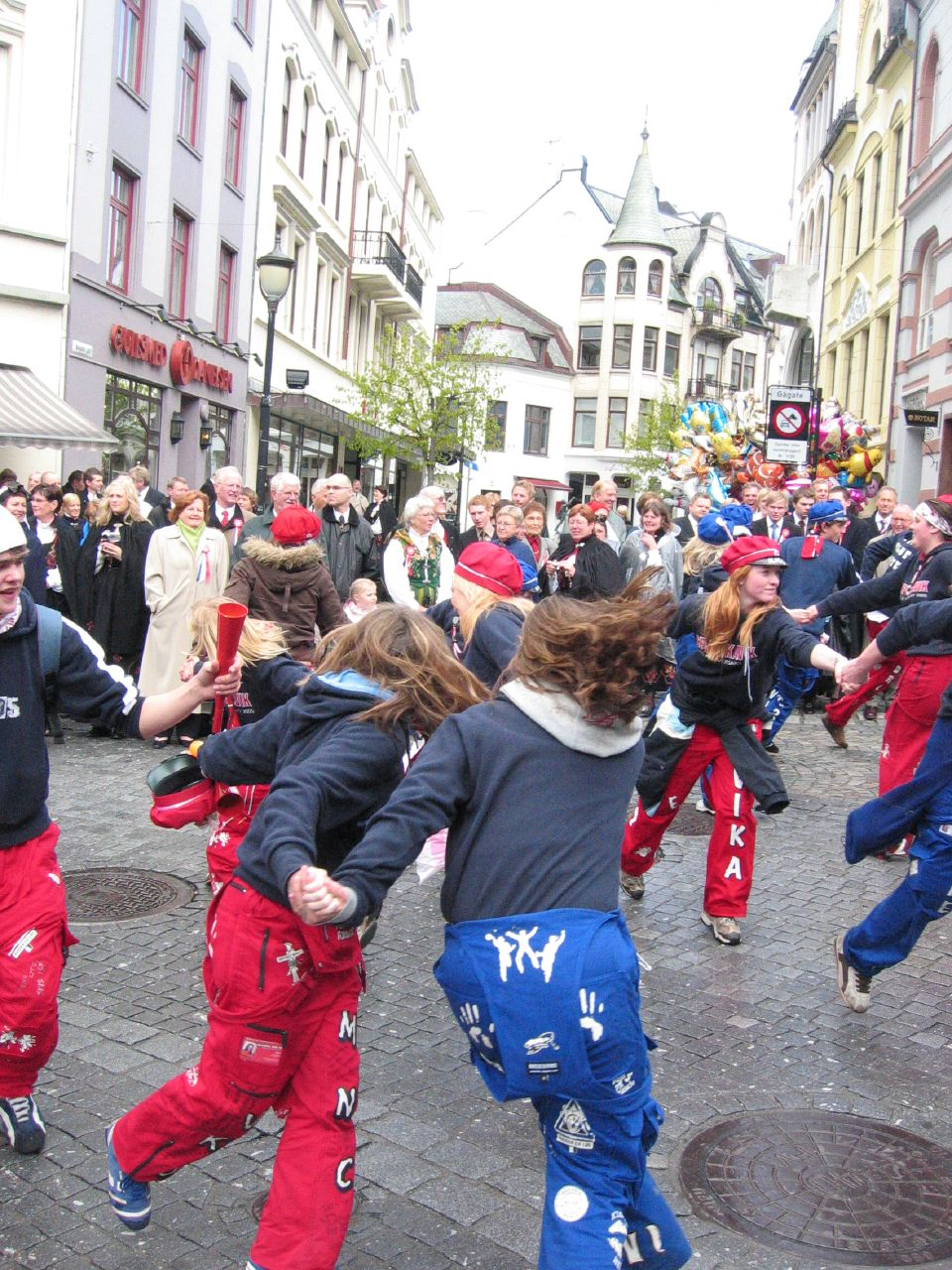

Le 17 mai est un jour politique et patriotique que l'on fête avec des drapeaux, de la musique, des costumes nationaux, des cortèges, des discours et des dépôts de couronnes et de gerbes au pied des monuments et des stèles commémoratives. Du haut du balcon du Palais, depuis lequel elle salue le défilé des enfants à Oslo, la famille royale symbolise le point de ralliement national. Dans les églises, le jour est marqué par un service religieux.
Aujourd'hui, le 17 mai est plus que jamais le jour des enfants, avec l'école pour centre naturel, le lever des couleurs dans la cour des établissements scolaires, les cortèges d'écoliers rassemblés derrière la bannière de leur école et diverses formes de jeux et de divertissements auxquels participent aussi bien l'école que les parents. Les élèves, candidats bacheliers, qui sont sur le point d'achever leur 12e année de scolarité, les « russ » (du latin cornua depositurus, littéralement déposer ses cornes, ou muer), ont commencé les festivités de leur passage initiatique dès le 1er mai. Revêtus d'une combinaison rouge ou bleue selon l'orientation de leurs études, ils constituent un élément coloré de la célébration du 17 mai. Ils se chargent de la partie carnavalesque et humoristique du cortège, et l'on préfère généralement jeter un voile pudique sur leur comportement bruyant et outrancier.

## Le bunad

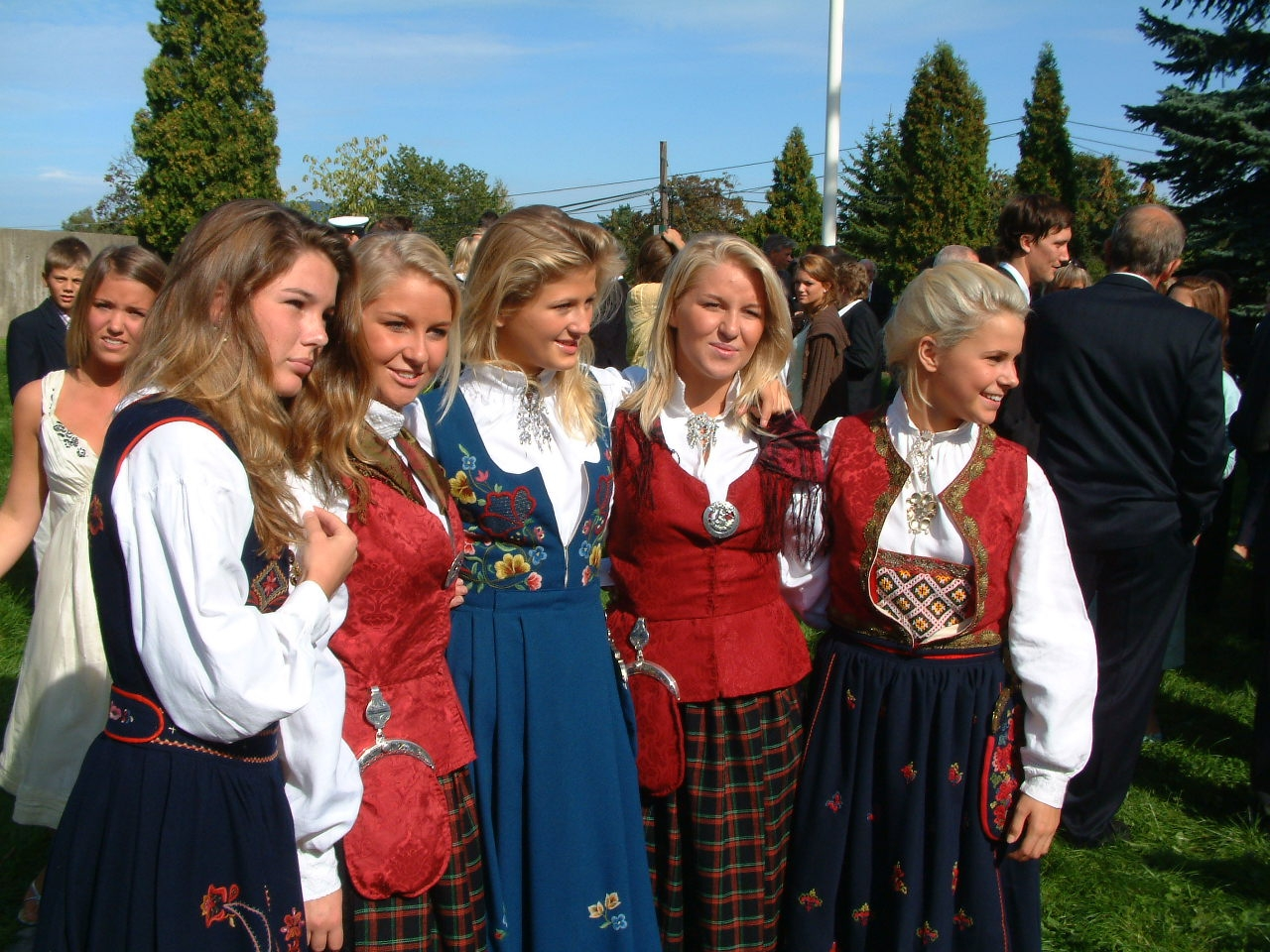

Ce jour-là, on revêt ses nouveaux habits de printemps, mais c'est avant tout le bunad (costume traditionnel local) qui confère à la journée son caractère propre. Chacune des régions de Norvège a son propre bunad, et c'est avec ce costume de fête que les Norvégiens marquent leur identité et leur appartenance à la fois locales et nationales. Il existe un ensemble de traditions culinaires liées au 17 mai. Les adultes peuvent entamer la journée par un petit-déjeuner de hareng et d'aquavit, et nombre de Norvégiens fêtent ce jour avec des mets traditionnels tels que le saumon fumé, la bouillie à la crème fermentée et la charcuterie salée et séchée ou fumée. Le 17 mai est un jour au cours duquel sont vendues et consommées d'énormes quantités de saucisses chaudes, de boissons gazeuses, de glaces, et de mousse « marengs » faite en majorité de blancs d'œufs et de sucre montés au fouet.